# دينيس تومالا
دينيس تومالا (بالألمانية: Denis Thomalla)‏ هو لاعب كرة قدم ألماني في مركز الهجوم، ولد في 16 أغسطس 1992 في بفورتسهايم في ألمانيا. شارك مع منتخب ألمانيا تحت 18 سنة لكرة القدم ومنتخب ألمانيا تحت 19 سنة لكرة القدم. أما مع النوادي، فقد لعب مع آر بي لايبزيغ ولخ بوزنان ونادي رييد ونادي هايدنهايم ونادي هوفنهايم.

## وصلات خارجية
- دينيس تومالا على موقع قاعدة بيانات كرة القدم.إي يو (الإنجليزية)
- دينيس تومالا على موقع بيانات كرة القدم. دي إي (الألمانية)
- دينيس تومالا على موقع Soccerway.com (الإنجليزية)
- دينيس تومالا على موقع عالم كرة القدم.نت (الإنجليزية)
- دينيس تومالا على موقع AS.com (الإسبانية)